# علي بوهارا ميتي
على بوهارا ميتي (بالتركية: Ali Buhara Mete)‏ (20 شباط 1983) ممثل تركي درس العلوم السياسية في جامعة جامعة إسطنبول بيلجي  . والده عمر لطفي ميتي.شارك في العديد من المسلسلات التركية اشهرها وآخرها في دور عاكف في مسلسل وادي الذئاب حيث شارك في ثلاثة أجزائ:  السابع والثامن والتاسع لينتهي دوره بالمسلسل بالموت في الحلقة الأولى من الجزء العاشر.

## أعماله
| المسلسل              | الشخصية    | السنة       | القناة            | الحلقات    |
| -------------------- | ---------- | ----------- | ----------------- | ---------- |
| الشركاء              | علي        | 1993        | فوكس              | ممثل مساعد |
| نهاية طريقك          | طارق       | 2006        | ستار تي في        | ممثل مساعد |
| لحظة مواتية          | ميتي       | 2008        | شو تي في          | ممثل مساعد |
| خليل ابراهيم سفراسي  | شينار      | 2010        | تي أر تي 1        | ممثل مساعد |
| عرفت امرأة           | حسين       | 2011        | تي ان تي التركية  | ممثل مساعد |
| وادي الذئاب          | عاكف       | 2012-2015   | أي تي في/كانال دي | ممثل مساعد |
| قيامة ارطغرل         | مرجان      | 2018 - 2019 | تي أر تي 1        | ممثل مساعد |
| محمد: سلطان الفتوحات | كارا مصطفى | 2024-       | تي أر تي 1        | ممثل مساعد |